# Tragedia na K2 (1986)

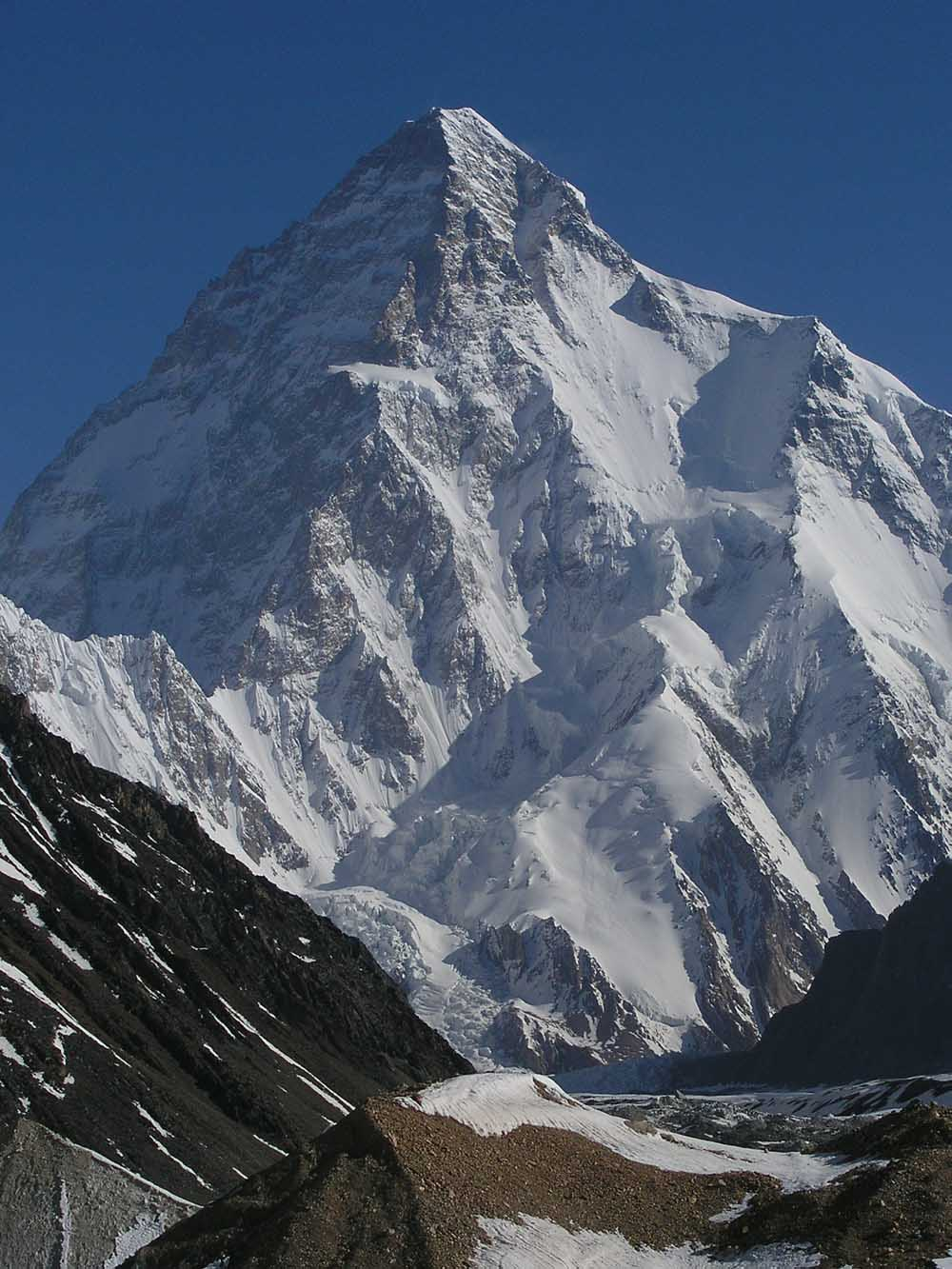
Południowa ściana K2

Tragedia na K2 w 1986 roku – wydarzenia między 21 czerwca a 10 sierpnia 1986 roku, kiedy trzynaścioro wspinaczy zginęło na K2 w wyniku wyjątkowo złych warunków pogodowych. Jest to najtragiczniejszy okres w historii wspinaczki na K2.

## 21 czerwca – 4 sierpnia
Pierwszymi ofiarami tamtego lata zostali dwaj amerykańscy wspinacze: John Smolich i Alan Pennington. Chcieli jako pierwsi osiągnąć szczyt drogą przez filar południowo-zachodni (znaną też jako „Magiczna Linia”), który pozostawał wtedy niezdobyty. Smolich i Pennington zginęli w lawinie 21 czerwca. Ciało Penningtona zostało zniesione przez wspinaczy, którzy byli świadkami wypadku. Ciała Smolicha nigdy nie odnaleziono. Reszta amerykańskiej wyprawy zrezygnowała z dalszej wspinaczki.
23 czerwca francuscy wspinacze Liliane i Maurice Barrard dotarli na szczyt, ok. 30 minut po tym jak szczyt osiągnęła członkini ich wyprawy – Wanda Rutkiewicz została pierwszą kobietą, która zdobyła K2. Zarówno Rutkiewicz, jak i Barrardowie wspinali się bez dodatkowego tlenu. Po zapadnięciu zmroku cała trójka oraz pozostali trzej członkowie wyprawy: Francuz Michel Parmentier i dwóch Basków: Mari Abrego i Josema Casimiro, musieli rozbić obóz niedaleko od szczytu. Wszyscy przetrwali noc, jednak podczas schodzenia Liliane i Maurice w pewnym momencie zaginęli.
Polski wspinacz Tadeusz Piotrowski po zdobyciu szczytu, 10 lipca odpadł od południowej ściany K2. Sześć dni później włoski himalaista Renato Casarotto wpadł w szczelinę lodowcową po nieudanej próbie zdobycia południowo-zachodniego filaru. Włoch został wydobyty ze szczeliny, jednak zmarł niedługo potem. 3 sierpnia Wojciech Wróż, członek polsko-czechosłowackiego zespołu, który zdobył południowo-zachodni filar bez dodatkowego tlenu, ześlizgnął się po linie i spadł z dużej wysokości, ginąc na miejscu. 4 sierpnia Mohammed Ali, pakistański kierownik południowokoreańskiej ekspedycji, zginął zabity przez spadające kamienie na grzbiecie Abruzzi. Trudne warunki pogodowe spowodowały dużo innych kontuzji i wypadków tego lata.

## 6 sierpnia – 10 sierpnia

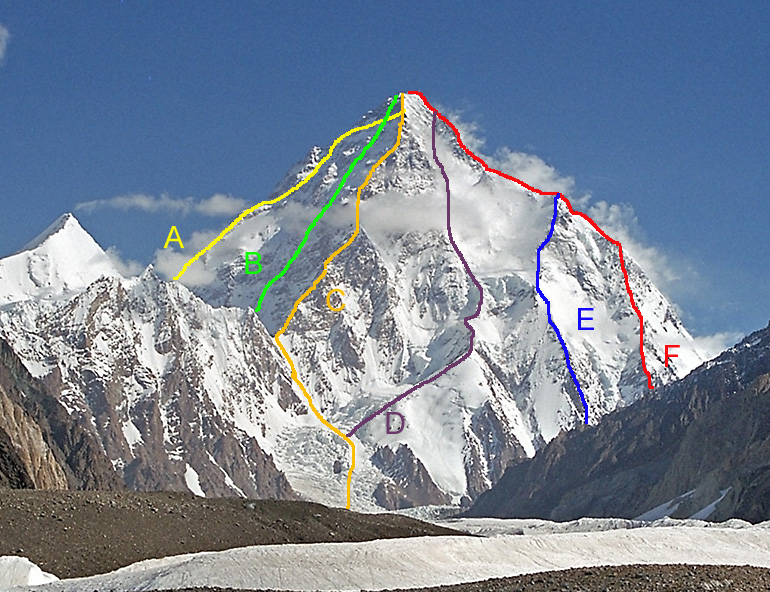
Główne drogi południowej strony. A: zachodni grzbiet, B: zachodnia ściana C: filar południowo-zachodni, D: południowa ściana, E: południowy grzbiet, F: grzbiet Abruzzi

Alan Rouse był kierownikiem wyprawy brytyjskiej. Uzyskał pozwolenie na wspinaczkę północno-zachodnią granią. Po kilku nieudanych próbach ekipa się rozdzieliła, tylko Rouse i Jim Curran postanowili kontynuować wspinaczkę. Wkrótce Curran również wrócił do obozu głównego, więc Rouse został sam.
Dołączył on do innej grupy wspinaczy: Alfreda Imitzera, Hannesa Wiesera, Williego Bauera i Kurta Diembergera z Austrii, Polki Dobrosławy Miodowicz-Wolf i Brytyjki Julie Tullis. Zespół ten postanowił wspinać się drogą klasyczną (bez zezwolenia).
Gdy doszli do obozu czwartego, ostatniego etapu przed atakiem na szczyt, z niejasnych przyczyn postanowili zaczekać jeden dzień. Pomimo pogarszających się warunków Rouse i Miodowicz-Wolf zaatakowali szczyt 4 sierpnia. Polka szybko się wycofała, ale Rouse kontynuował próbę. Bauer i Imitzer dogonili go w okolicach stu metrów poniżej szczytu. Wszyscy trzej stanęli na szczycie K2 4 sierpnia około 16:00. Rouse został pierwszym Brytyjczykiem na szczycie K2.
W trakcie zejścia, 500 m poniżej szczytu, trójka wspinaczy znalazła Miodowicz-Wolf śpiącą w śniegu i nakłonili ją do zejścia. Później spotkali Diembergera i Tullis, którzy byli w drodze na szczyt. Nie udało im się namówić ich do zawrócenia. Diemberger i Tullis osiągnęli cel około 19:00. Podczas zejścia Brytyjka odpadła od ściany, ale przeżyła. Razem z Austriakiem byli zmuszeni przenocować pod gołym niebem.
Ostatecznie wszyscy członkowie wyprawy dotarli do obozu czwartego, gdzie czekał na nich Wieser, który nie atakował szczytu. Tam czekali, aż pogoda się poprawi, lecz ta zamiast tego jeszcze się pogorszyła, przynosząc gęste opady śniegu, bardzo niskie temperatury i wiatr o prędkości do 160 km/h. Bez żywności i możliwości stopienia śniegu zespół znalazł się w poważnym zagrożeniu.
Tullis zmarła w nocy z 6 na 7 sierpnia, przyczyną zgonu był prawdopodobnie obrzęk płuc – jeden z symptomów choroby wysokościowej. Pozostała szóstka przeczekała w obozie jeszcze 3 dni, ledwo zachowując przytomność. 10 sierpnia opady śniegu ustały, ale temperatura spadła, a wiatr nie ustawał. Pomimo zmęczenia i odwodnienia podjęli próbę zejścia.
Rouse był w bardzo złym stanie i pozostali wspinacze musieli go zostawić, by ratować własne życia. Za tę decyzję ekipa, a szczególnie Diemberger, była bardzo krytykowana. Imitzer i Wieser oślepieni przez śnieg zmarli niedaleko od obozu. Miodowicz-Wolf, która schodziła jako ostatnia, zmarła z wyczerpania na linach poręczowych, na wysokości około 7100 m.
Bauer i Diemberger, jedyni dwaj wspinacze pozostali przy życiu, dotarli do obozu trzeciego, który został zniszczony przez bardzo silny wiatr. Zmusiło ich to do dalszego schodzenia i późnym popołudniem 10 sierpnia dotarli do obozu drugiego. Bauer dotarł do obozu głównego, a Diemberger został sprowadzony przez Jima Currana i dwóch polskich wspinaczy. Bauer i Diemberger zostali 16 sierpnia przetransportowani helikopterem do szpitala. Obaj stracili część palców u rąk i stóp na skutek odmrożeń.

## Lista ofiar

### 21 czerwca – 4 sierpnia
| Nazwisko           | Narodowość        | Data         | Przyczyna                |
| ------------------ | ----------------- | ------------ | ------------------------ |
| John Smolich       | Stany Zjednoczone | 21 czerwca   | Lawina                   |
| Alan Pennington    | Stany Zjednoczone | 21 czerwca   | Lawina                   |
| Liliane Barrard    | Francja           | 24 czerwca   | Zaginęli podczas zejścia |
| Maurice Barrard    | Francja           | 24 czerwca   | Zaginęli podczas zejścia |
| Tadeusz Piotrowski | Polska            | 10 lipca     | Upadek                   |
| Renato Casarotto   | Włochy            | 16 lipca     | Wpadł do szczeliny       |
| Wojciech Wróż      | Polska            | 3–4 sierpnia | Zginął podczas zejścia   |

### 6 sierpnia – 10 sierpnia
| Nazwisko                  | Narodowość      | Data         | Przyczyna                                              |
| ------------------------- | --------------- | ------------ | ------------------------------------------------------ |
| Julie Tullis              | Wielka Brytania | 6–7 sierpnia | ostra choroba wysokościowa – obrzęk płuc, obrzęk mózgu |
| Alan Rouse                | Wielka Brytania | 10 sierpnia  | ostra choroba wysokościowa – obrzęk płuc, obrzęk mózgu |
| Hannes Wieser             | Austria         | 10 sierpnia  | ostra choroba wysokościowa – obrzęk płuc, obrzęk mózgu |
| Alfred Imitzer            | Austria         | 10 sierpnia  | ostra choroba wysokościowa – obrzęk płuc, obrzęk mózgu |
| Dobrosława Miodowicz-Wolf | Polska          | 10 sierpnia  | ostra choroba wysokościowa – obrzęk płuc, obrzęk mózgu |